# Lookout Lake
Der Lookout Lake ist ein kleiner See an der Ingrid-Christensen-Küste des ostantarktischen Prinzessin-Elisabeth-Lands. In den Vestfoldbergen liegt er 0,8 km nordnordöstlich des Hügels The Lookout im Westen der Breidnes-Halbinsel.
Auf der Davis-Station tätige Wissenschaftler besuchten ihn 1957 im Rahmen der Australian National Antarctic Research Expeditions und benannten ihn in Anlehnung an die Benennung des benachbarten Hügels.